# Григорівка (Дніпровський район)
Григорі́вка — село в Україні, у Новопокровській селищній громаді Дніпровського району Дніпропетровської області. Населення складає 328 осіб.
До 17 липня 2020 року перебувало у складі ліквідованого Солонянського району.

## Географія
Село Григорівка розташоване за 67 км від обласного центру та 33 км від селища міського типу Солоне, на одному з джерел річки Тритузна. На відстані 2 км розташоване село Тракторне. Річка в цьому місці пересихає, на ній зроблено декілька загат. Поруч проходить автомобільна дорога Р73.

## Природна пам'ятка
Поблизу села розташований Краснокутський курган скіфського часу.

## Населення

### Мова
Розподіл населення за рідною мовою за даними перепису 2001 року:
| Мова            | Кількість | Відсоток |
| --------------- | --------- | -------- |
| українська      | 311       | 94.82%   |
| російська       | 14        | 4.27%    |
| румунська       | 2         | 0.61%    |
| інші/не вказали | 1         | 0.30%    |
| Усього          | 328       | 100%     |